# Reinhold Begas

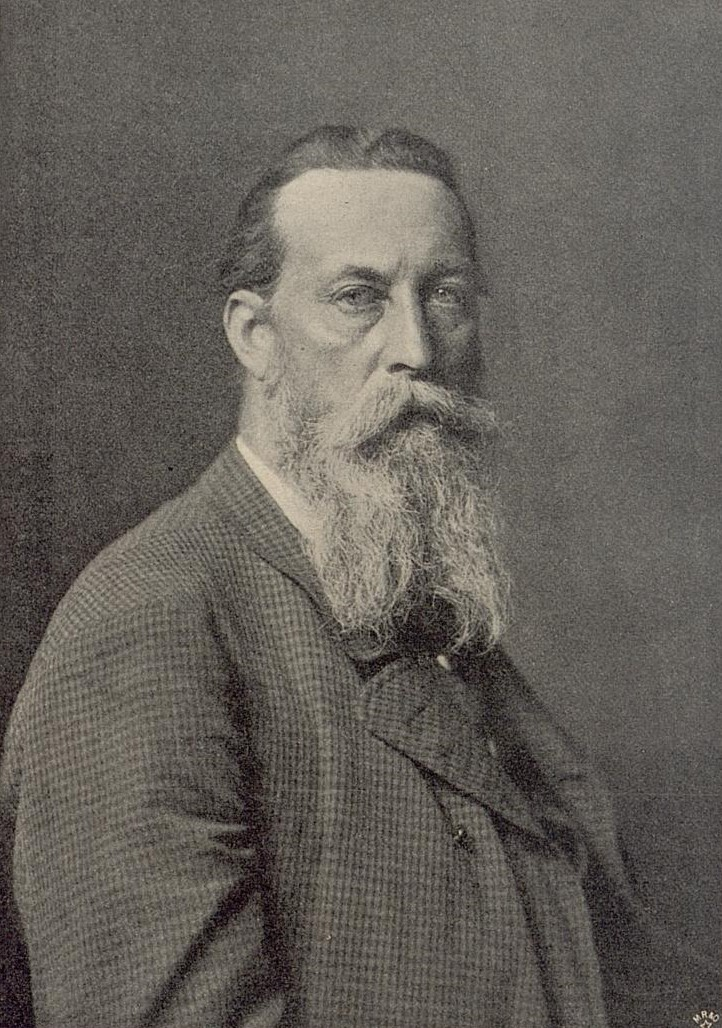
Reinhold Begas, Aufnahme der Hoffotografen Loescher & Petsch

Reinhold Gottlieb August Theodor Begas (* 15. Juli 1831 in Berlin; † 3. August 1911 ebenda) war ein deutscher Bildhauer der Berliner Schule. Er schuf unter anderem das Schiller-Denkmal (1871), das Alexander-von-Humboldt-Denkmal (1882), das Kaiser-Wilhelm-Nationaldenkmal (1897) und das Bismarck-Nationaldenkmal (1901) in Berlin. Als sein Meisterwerk gilt der Neptunbrunnen (1891) vor dem Berliner Schloss (heute vor dem Roten Rathaus). Begas war der bedeutendste Bildhauer des Neobarocks in Deutschland.

## Leben

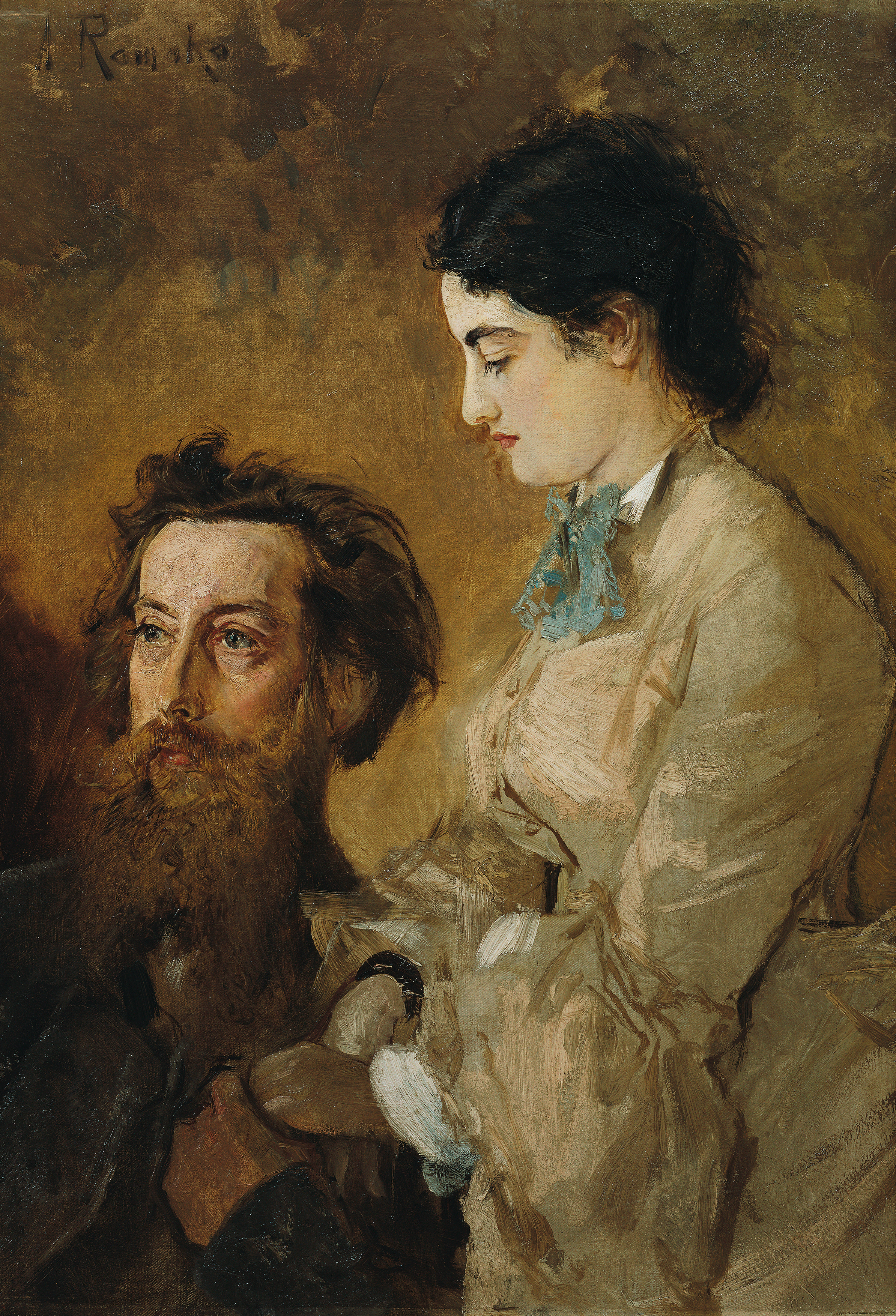
Der Bildhauer Reinhold Begas mit seiner Frau Margarethe, Gemälde von Anton Romako

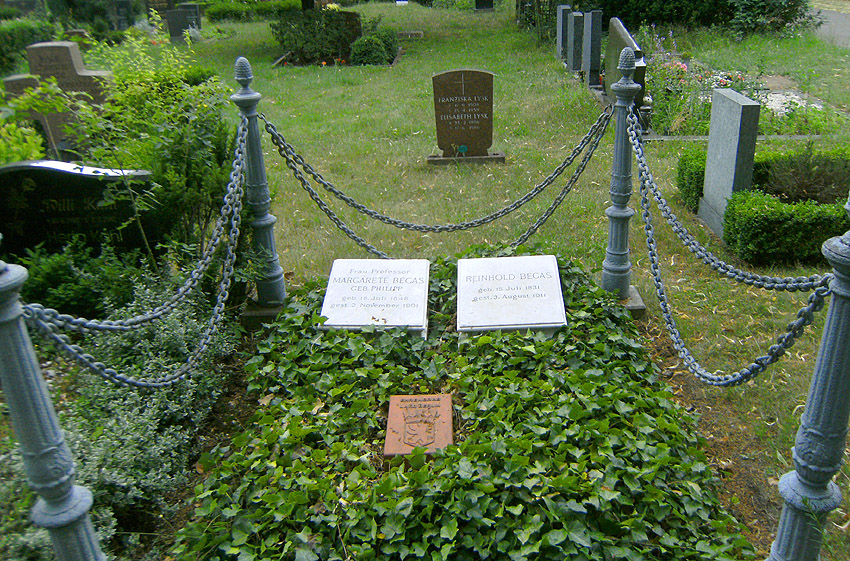
Ehrengrab von Reinhold Begas in Berlin-Schöneberg

Reinhold Gottlieb August Theodor Begas wurde am 15. Juli 1831 in Berlin geboren. Er war der Sohn des Malers Carl Joseph Begas und erhielt seine erste Schulung durch den Bildhauer Ludwig Wilhelm Wichmann in Berlin. Von 1846 bis 1851 war er Schüler des Bildhauers Christian Daniel Rauch an der Preußischen Akademie der Künste in Berlin, die von 1815 bis 1850 unter der Leitung von Johann Gottfried Schadow stand. 1848 wurde er Mitarbeiter Rauchs. 1852 errang er einen ersten Erfolg mit dem Gips der Gruppe Hagar und Ismael auf der Akademie-Ausstellung Berlin. Dank eines Stipendiums wurde ihm von 1856 bis 1858 ein Romaufenthalt ermöglicht. Dort lernte er Arnold Böcklin und Anselm Feuerbach kennen. Hier entstand 1857 die Marmorgruppe Amor und Psyche, die von einer Skulptur des in Rom tätigen Basler Bildhauers Ferdinand Schlöth beeinflusst ist und in der Nachfolge der klassizistischen Thorvaldsen-Schule steht.
1861 erhielt Begas einen Ruf an die ein Jahr zuvor gegründete Großherzoglich-Sächsische Kunstschule Weimar, wo bereits Böcklin lehrte und es zur ersten Begegnung mit Franz Lenbach kam. Er blieb dort bis 1863 und kehrte anschließend nach Berlin zurück. Von 1863 bis 1864 war er erneut in Rom, von 1865 bis 1869 wieder in Berlin. 1868 schuf er die lange verschollene, 2009 in Italien wiederentdeckte Skulptur aus Carrara-Marmor Pan als Lehrer des Flötenspiels, die sich heute im Begas Haus in Heinsberg befindet, einem regionalen Museum für die von dort stammende Künstlerfamilie Begas. 1869 und 1870 arbeitete er in Rom und Paris. Danach wirkte er zumeist in Berlin, wo er 1883 in den preußischen Orden „Pour le Mérite für Wissenschaft und Künste“ aufgenommen wurde. Seine Berliner Zeit wurde nur kurz von einem Aufenthalt in Rom 1892 unterbrochen.
Seine monumentalen Arbeiten waren charakteristisch für das preußische Berlin der Kaiserzeit. Insbesondere Kaiser Wilhelm II. schätzte das Pathos der Arbeiten von Begas und verschaffte ihm nach 1888 eine Vielzahl an repräsentativen Aufträgen. Die bekanntesten Beispiele hierfür sind das Nationaldenkmal für Kaiser Wilhelm I., enthüllt 1897, die künstlerische Oberleitung an der „Siegesallee“ (1895–1901, zerstört), für die er selbst zwei Gruppen beisteuerte, und das 1901 fertiggestellte Bismarck-Nationaldenkmal vor dem Reichstagsgebäude (1938 an den Großen Stern versetzt). Reinhold Begas schuf außerdem von 1886 bis 1891 den Neptunbrunnen am Berliner Stadtschloss (1950 abgeräumt, 1969 vor dem Berliner Rathaus aufgestellt). Er erhielt zahlreiche Aufträge zu Porträtbüsten, Denkmälern und Kleinplastiken. In geringerem Maße war Begas auch als Medailleur tätig. Von 1871 bis zu seinem Tod 1911 war er Mitglied des Vereins Berliner Künstler und Mitglied der Preußischen Akademie der Künste, wo er von 1876 bis 1903 ein Meisteratelier leitete.
Begas war mit Johanna Margarethe Augusta Philipp, genannt „Grete“ oder „Gré“ verheiratet und hatte zwei Söhne, u. a. den Bildhauer Werner und Freddy sowie die Tochter Molly. Der Sohn Werner schuf 1898/99 eine lebensgroße Marmor-Büste seines Vaters, die vom Kultusministerium für die Akademie der Künste angekauft wurde.
Reinhold Begas lebte mit seiner Familie in einer von ihm im italienischen Stil entworfenen Villa mit Atelier in der Stülerstraße 4 im Berliner Tiergartenviertel. Im Jahr 1898 ließ Begas für seine an Tuberkulose erkrankte Frau eine Villa in Baden-Baden bauen; das Haus ist erhalten. Begas starb, nur drei Wochen nach seinem 80. Geburtstag, Anfang August 1911 in seiner Berliner Villa.
Er wurde auf dem Alten Zwölf-Apostel-Kirchhof in Schöneberg beigesetzt (Grabstelle 222-7-13/14). Auf Beschluss des Berliner Senats ist die letzte Ruhestätte von Reinhold Begas seit 1952 als Berliner Ehrengrab gewidmet. Die Widmung wurde im Jahr 2016 um die übliche Frist von zwanzig Jahren verlängert. Schon 1892 war im Malerviertel in Berlin-Schöneberg die Begasstraße nach ihm benannt worden. Er war 1920 auch Namensgeber für die Begasstraße in Berlin-Mahlsdorf.

„Reinhold Begas war ein eminent genialer Kopf. Er kannte seinen Goethe, Shakespeare, Ariost und Dante wie kein zweiter. Geistreich, wie ich kaum einen Künstler kennen gelernt, war sein Fleiß ganz außerordentlich; er arbeitete eben in der Zwangslage eines beinahe dämonischen Schaffenstriebes und unter ewigem Ansporn seines Genies. Entwürfe reihten sich an Entwürfe, immer schwebten Wolkenzüge von Plänen durch seinen sinnenden Kopf. Und dabei diese enorme Vitalität, dieser Lebenshunger, dieser unerschütterliche Mut, zu genießen, wahrlich ein Mensch der Renaissance, in gewissem Sinne skrupellos, voller Wagnisse für seine fürstlichen Gelüste. Und dabei doch ein Kinderherz, trotz allem.“

## Werke (Auswahl)

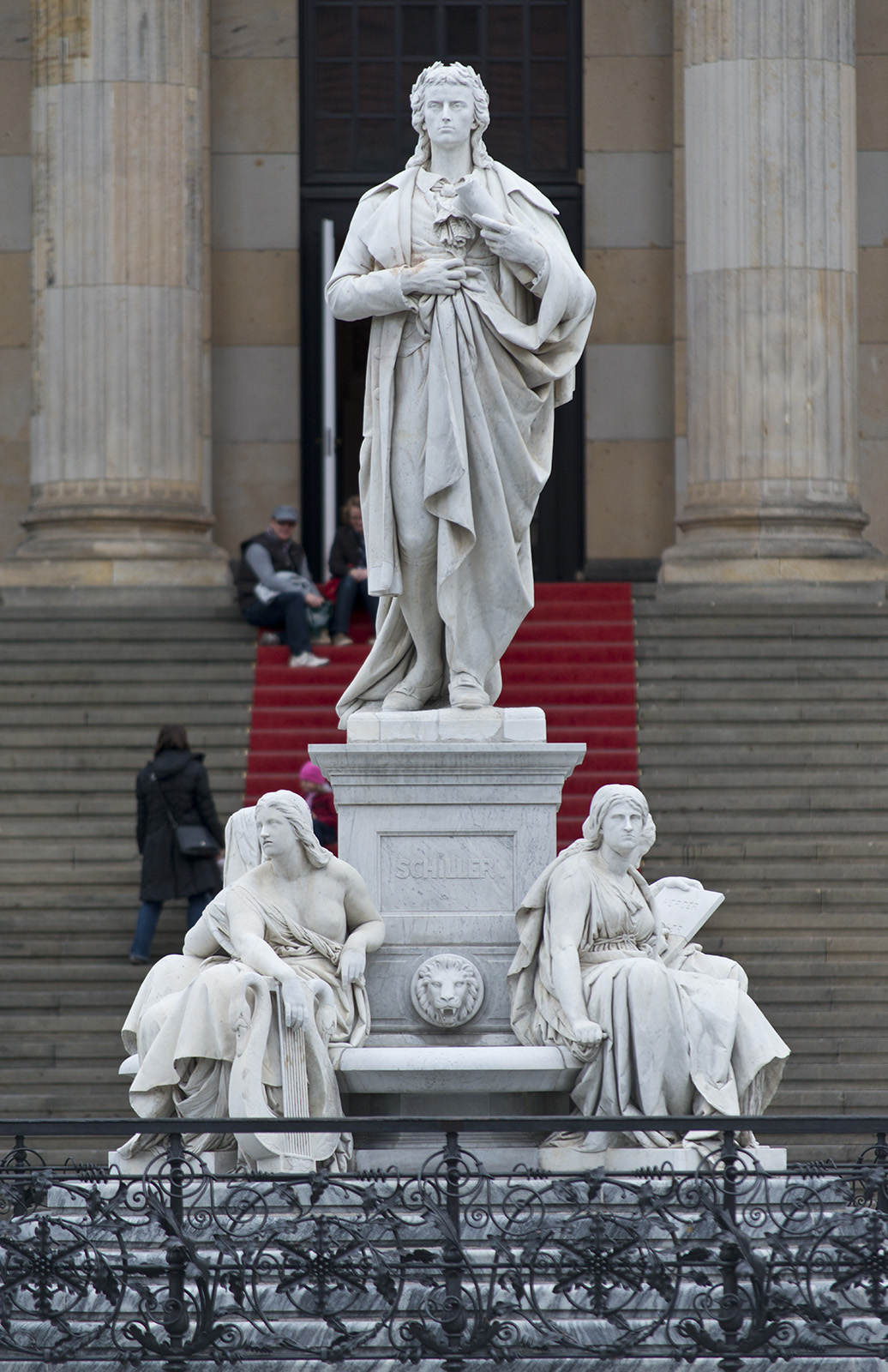
Schillerdenkmal (1871) auf dem Gendarmenmarkt, Berlin

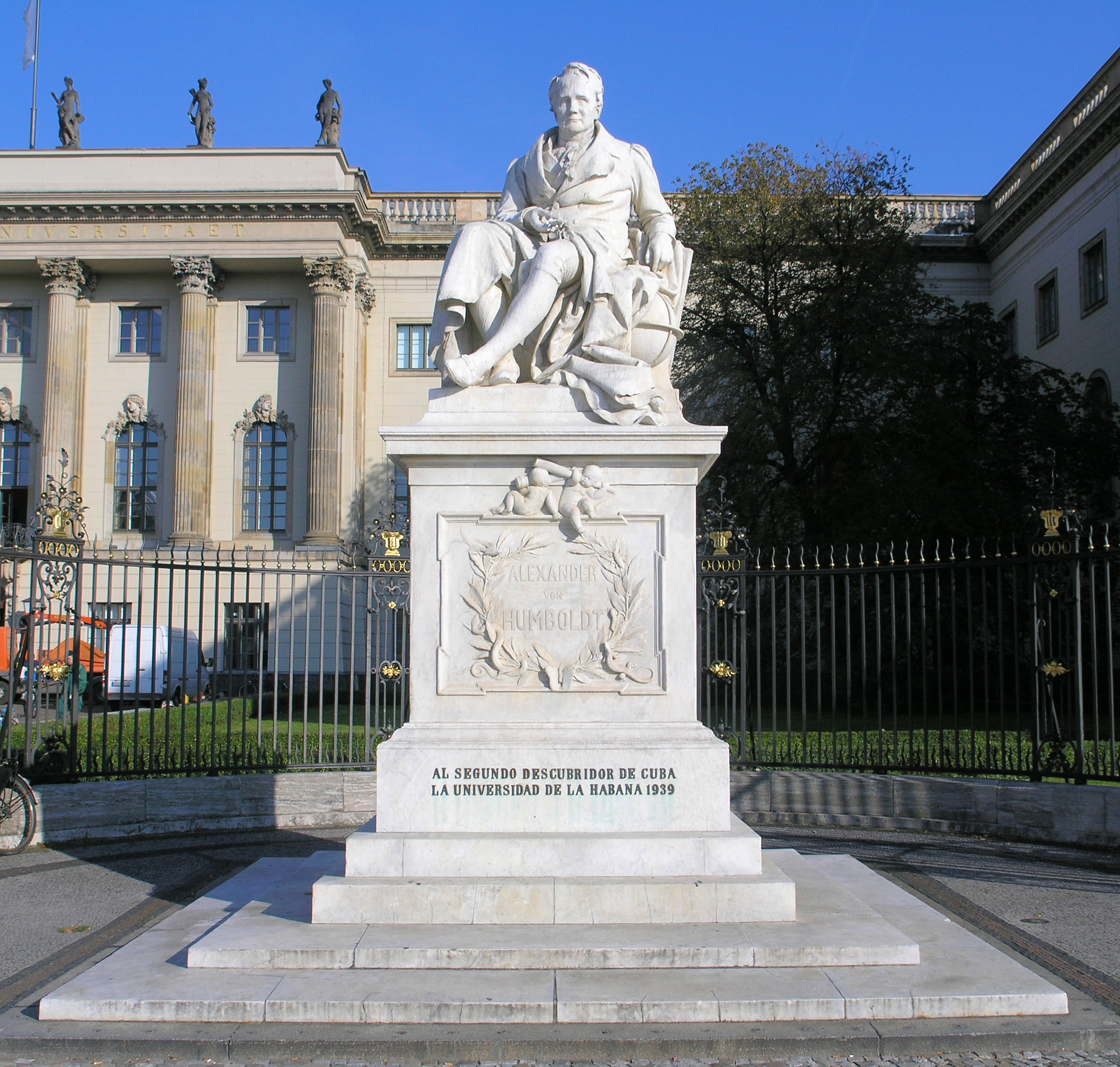
Alexander-von-Humboldt-Denkmal (1883), Unter den Linden, Berlin

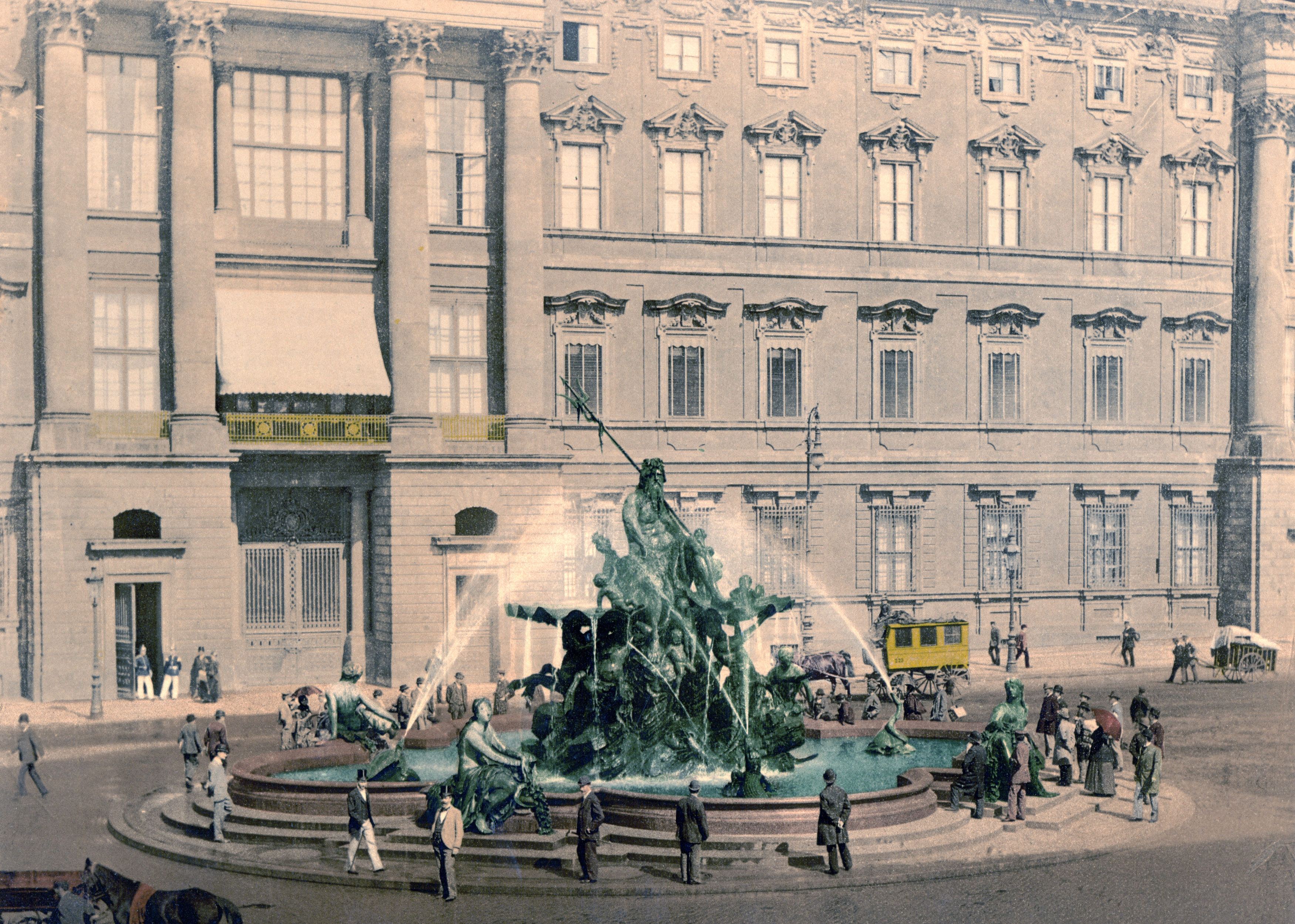
Schlossbrunnen (1891) auf dem Schloßplatz, Berlin

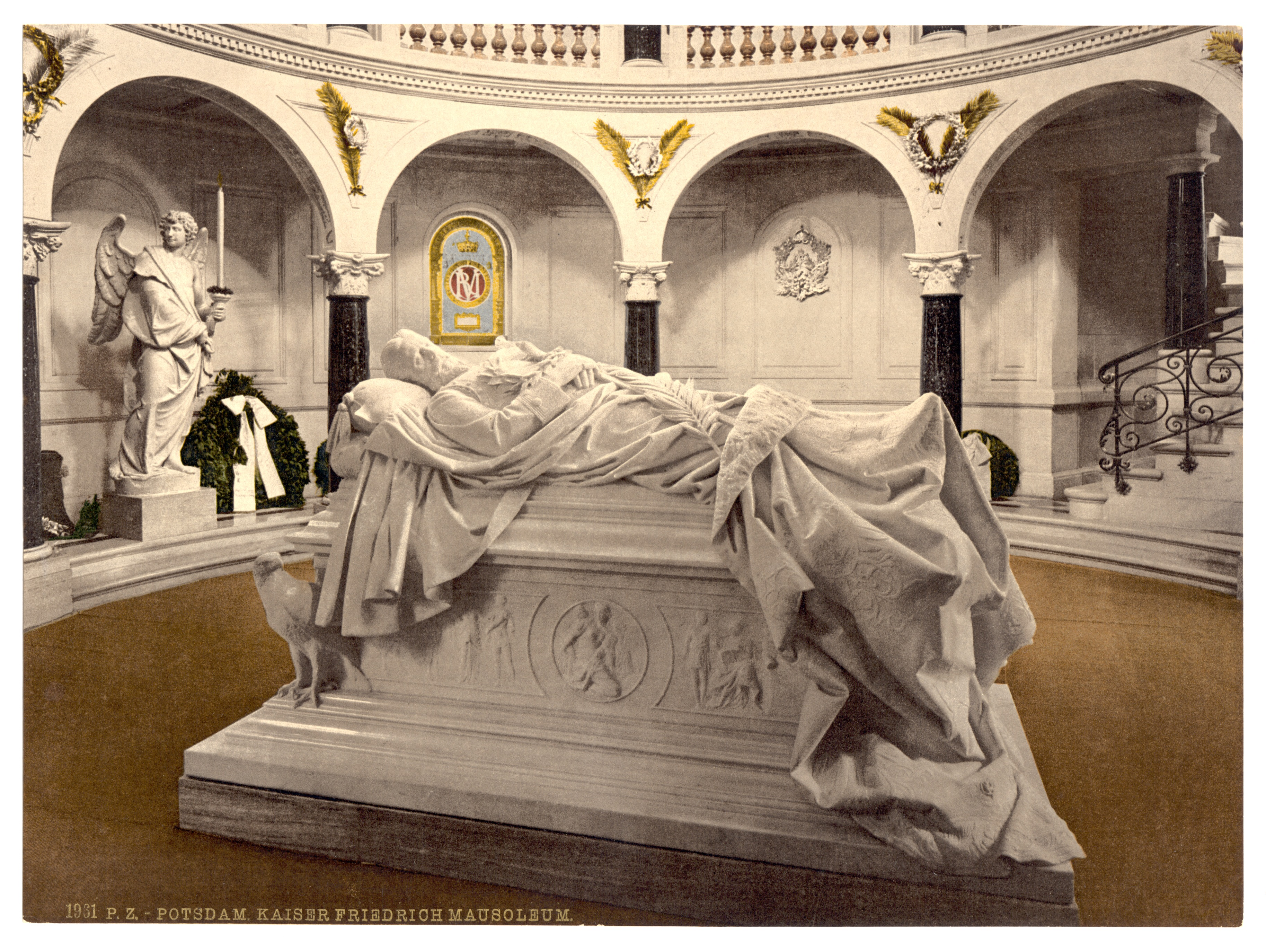
Sarkophag Friedrichs III. (1892), Kaiser-Friedrich-Mausoleum, Potsdam

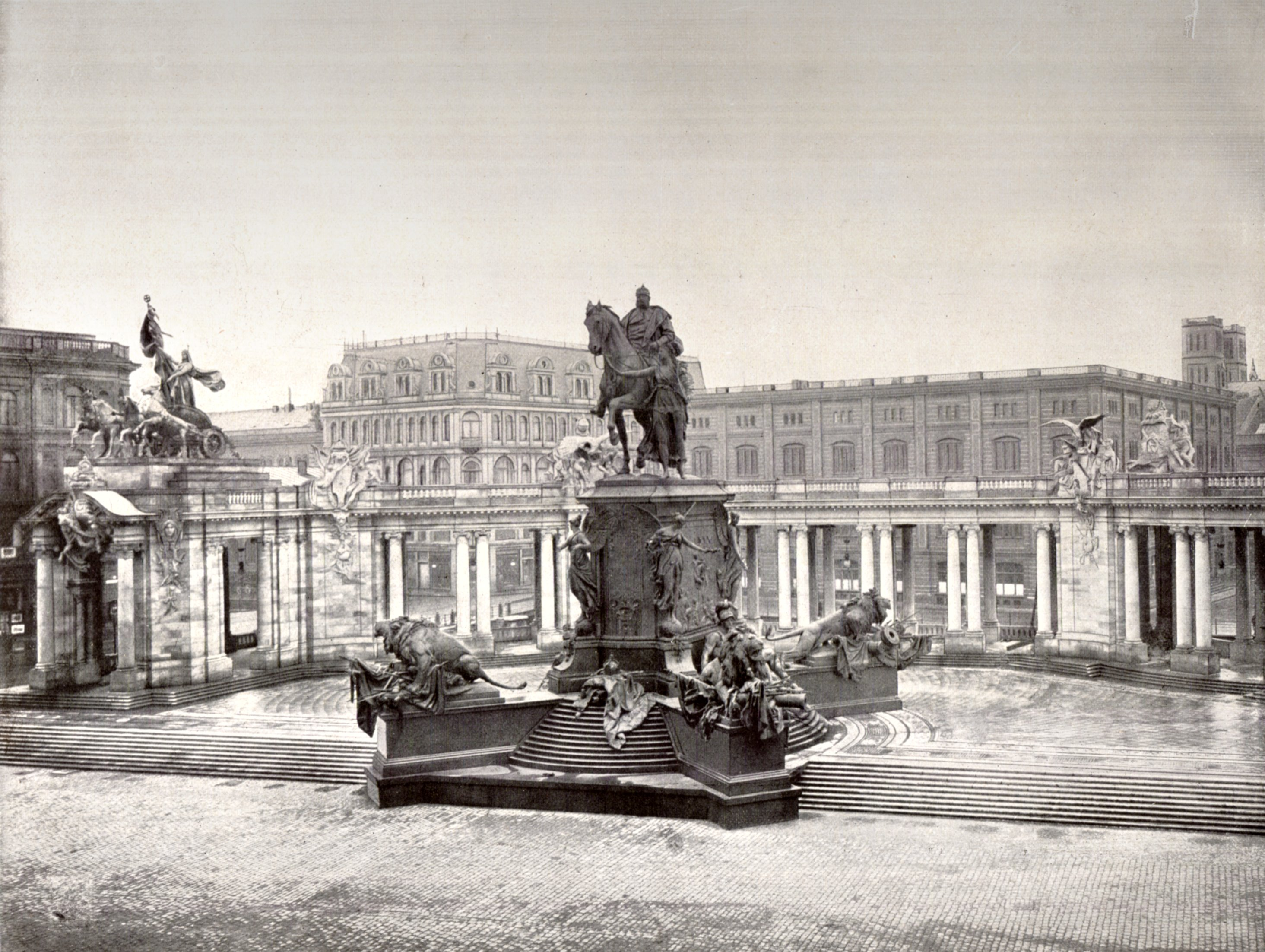
Kaiser-Wilhelm-Nationaldenkmal (1897) auf der Schloßfreiheit (zerstört), Berlin

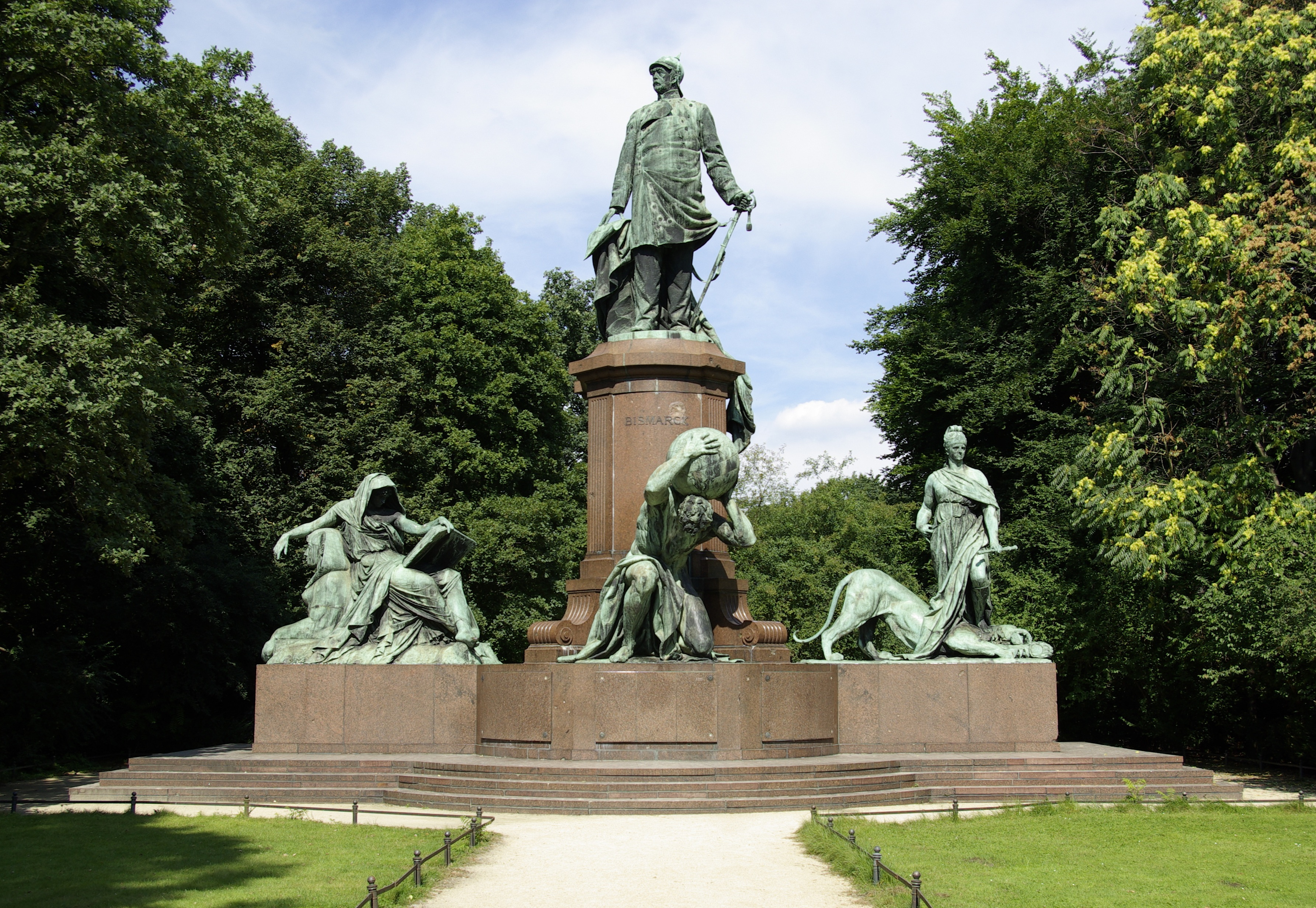
Bismarck-Nationaldenkmal (1901) heute am Großen Stern, Berlin

### Denkmäler
Das Preußische Denkmal-Institut in Neuss enthält folgende Denkmäler, die von Bildhauer Reinhold Begas geschaffen wurden:
- Bensheim an der Bergstraße: Büstendenkmal Kaiser Wilhelm I., auf dem Bahnhofsvorplatz
- Berlin:
  - Ortsteil Mitte:
    - Schillerdenkmal (1862–1871) auf dem Gendarmenmarkt; Abguss im Schillerpark Berlin-Wedding
    - Alexander-von-Humboldt-Sitzbild, Unter den Linden, vor der Humboldt-Universität, 1883 errichtet
    - Schlossbrunnen (1888–1891), ursprünglich auf dem Schloßplatz, heute im Park am Fernsehturm
    - Kaiser-Wilhelm-Nationaldenkmal auf der Schlossfreiheit. Architektonisches Denkmal mit Reiterstandbild des Kaisers, enthüllt am 22. März 1897. Im Zweiten Weltkrieg unzerstört geblieben, wurde das gesamte Ensemble im Zuge der Sprengung des Berliner Stadtschlosses 1950 demontiert und bis auf zwei Löwengruppen, die später vor das Alfred-Brehm-Haus in den Tierpark Berlin versetzt wurden, eingeschmolzen.
    - Kronprinz Friedrich Wilhelm-Büste, im Zeughaus Unter den Linden, in der östlichen Feldherrenhalle der Ruhmeshalle; auf Burg Hohenzollern bei Hechingen erhalten. Ebenfalls für die Ruhmeshalle die allegorischen Standbilder Kraft und Kriegswissenschaft, heute in der Eingangshalle des Deutschen Historischen Museums Berlin
    - Kenotaph als Sarkophag-Denkmal mit Liegefigur Kaiser Friedrichs III., geschaffen 1888–1892, im Dom; am 18. Oktober 1892 bei der Weihe des Kaiser-Friedrich-Mausoleums in Potsdam feierlich enthüllt; nach Fertigstellung des Berliner Doms 1905 dort in der Denkmalskirche aufgestellt; vor deren Abriss 1975 in die Predigtkirche umgesetzt. Im Mausoleum befindet sich eine Replik
    - Büste des Reichskanzlers Otto von Bismarck, im Zeughaus Unter den Linden, in der Herrscherhalle der Ruhmeshalle, Verbleib unbekannt
    - Epitaph für Otto von Bismarck in der Denkmalkirche des Berliner Doms, 1902–1907. Nach dem Abriss der Denkmalkirche 1981 bis auf den Kopf völlig zerschlagen

  - Ortsteil Tiergarten:
    - Bismarck-Nationaldenkmal mit Standbild des Reichskanzlers; 1901 auf dem Königsplatz vor dem Reichstag errichtet, 1939 zum Großen Stern versetzt, dort in veränderter Form erhalten
    - Siegesallee im Tiergarten: Entwurf des künstlerischen Gesamtkonzeptes
    - Siegesallee im Tiergarten: Denkmalgruppe 8 mit dem zentralen Standbild für Waldemar (den Großen) und Büsten (Nebenfiguren) für Siegfried von Feuchtwangen und Heinrich Frauenlob von Meißen. Da Waldemar als der bedeutendste Askanier galt, legte Wilhelm II. auf die Gestaltung dieser Gruppe besonderen Wert und übertrug sie dem künstlerischen Leiter der Monumentalallee. Begas aber vermochte dem Auftrag kein Interesse abzugewinnen (was laut Lehnert der Figur dann auch anzusehen war) und versuchte die Arbeit abzugeben. Dem Wunsch entsprach der Kaiser nicht.[15]
    - Siegesallee im Tiergarten: Denkmalanlage für Kaiser Wilhelm I., mit Assistenzbüsten seiner Paladine Bismarck und Moltke. 1901 errichtet, am 30. März 1901 in Gegenwart des Kaiserpaares feierlich enthüllt. Die Nebenbüsten stammen wohl tatsächlich von Begas, während das zentrale Kaiserstandbild sehr wahrscheinlich von Begas Meisterschüler August Kraus entworfen und ausgeführt wurde, siehe Denkmalgruppe 32.
- Braunfels/Lahn: Kaiser Friedrich III.-Büstendenkmal im Schloßpark
- Donaueschingen: Kaiser Wilhelm I.-Büste auf dem Kaiser-Brunnen. 1893 auf dem Marktplatz aufgestellt; Büste 1940 eingeschmolzen
- Düren: Kaiser Wilhelm II.-Herme im Stadtgarten; im Krieg zerstört
- Flomborn/Rheinhessen: Kriegerdenkmal 1870/1871 mit Kaiser Wilhelm I.-Büste
- Grätz / Provinz Posen (1919 von Polen annektiert): Kaiser Wilhelm I.-Büstendenkmal auf dem Anna-Platz; verschollen
- Hagen-Dahl: Büstendenkmal Kaiser Friedrich III., am Niederwald oberhalb der Baedeckerstraße; verschollen
- Lindenfels im Odenwald/Hessen: Kaiser Wilhelm I.-Büstendenkmal, in den Anlagen des äußeren Burghofes; Büste nicht erhalten, auf dem Sockel steht heute eine Urne
- Meerane/Sachsen: Kaiser Wilhelm I.-Büste, am Giebel des Schützenhauses; verschollen
- Offenbach am Main: Kaiser Friedrich III.-Büstendenkmal, vor dem Verwaltungsgebäude der Kaiser-Friedrich-Quelle
- Potsdam-Sanssouci:
  - Zweitfassung des Sarkophag-Denkmals mit Kaiser Friedrich III.-Liegefigur im Mausoleum an der Friedenskirche, geschaffen 1904-05 (vgl. Erstfassung im Berliner Dom)
  - Sarkophag-Denkmal mit Liegefigur der Kaiserin Victoria im Mausoleum an der Friedenskirche
- Sangerhausen: Kaiserin Auguste Victoria-Herme, im Rosarium
- Templin/Uckermark: Kaiser Wilhelm I.-Büstendenkmal, im Bürgergarten; verschollen
- Trachenberg/Schlesien: Büstendenkmal Kaiser Wilhelm I., auf dem Marktplatz; beseitigt
- Trachenberg/Schlesien: Büstendenkmal Kaiser Friedrich III., auf dem Marktplatz; beseitigt
- Wesel: Kaiser Wilhelm I.-Standbild, auf dem Kaiserplatz, teilzerstört und magaziniert

### Skulpturen
- 1857: Amor und Psyche, Berlin, Alte Nationalgalerie
- 1858: Pan tröstet Psyche, Berlin, Alte Nationalgalerie
- 1859: Büste Ludwig Wichmann, Berlin, Alte Nationalgalerie
- 1868: Pan als Lehrer des Flötenspiels, Erstfassung in Marmor und Bozzetto von ca. 1858 im Begas Haus, Heinsberg – Leihgaben der Ernst von Siemens Kunststiftung
- um 1875/1876: Büste Adolph von Menzel, Berlin, Alte Nationalgalerie
- 1878: Merkur und Psyche, Berlin, Alte Nationalgalerie
- 1885: Borussia, Kopie im Preußenpark, Berlin
- 1874: Grabmal Arthur Strousberg, Berlin, Städtischer Friedhof Reinickendorf
- 1886: Büste Otto von Bismarck, Bad Kissingen, Bismarck-Museum (Museum Obere Saline)
- um 1888: Kentaur und Nymphe, Berlin, Alte Nationalgalerie
- 1893: Büste des Generalpostmeisters Heinrich von Stephan, Frankfurt am Main, Museum für Kommunikation Frankfurt
- 1895/1896: Kain und Abel, Dresden, Militärhistorisches Museum der Bundeswehr
- 1901/02: Der gefesselte Prometheus, im hinteren Bereich des Gebäudes der Akademie der Künste am Pariser Platz in Berlin
- 1909: Eva mit ihren Kindern Kain und Abel aus dem Depot der Alten Nationalgalerie, ausgestellt in der Friedrichswerderschen Kirche

Amor und Psyche (1857), auf einer deutschen Briefmarke 1981
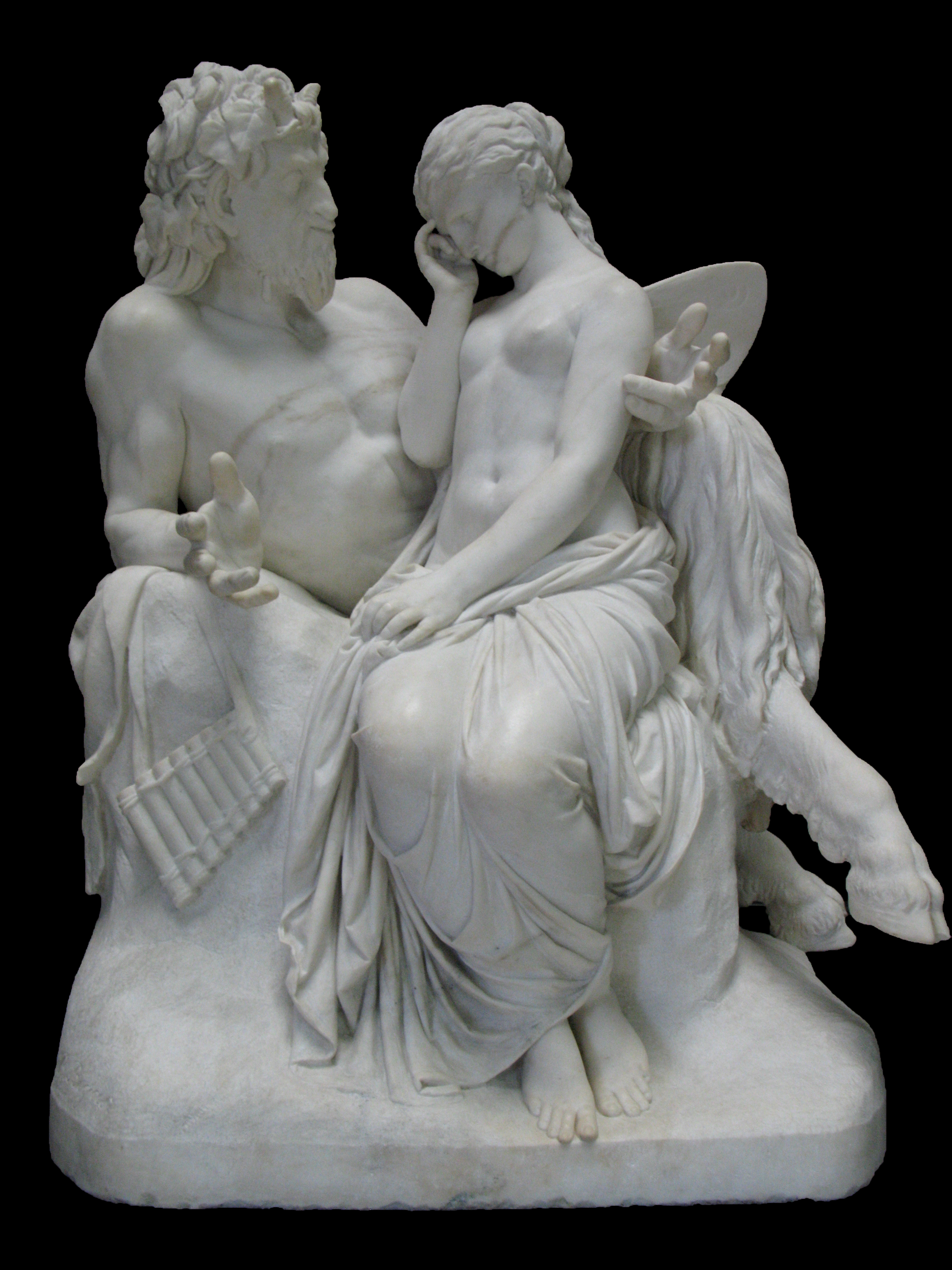
Pan tröstet Psyche (1858), Alte Nationalgalerie Berlin
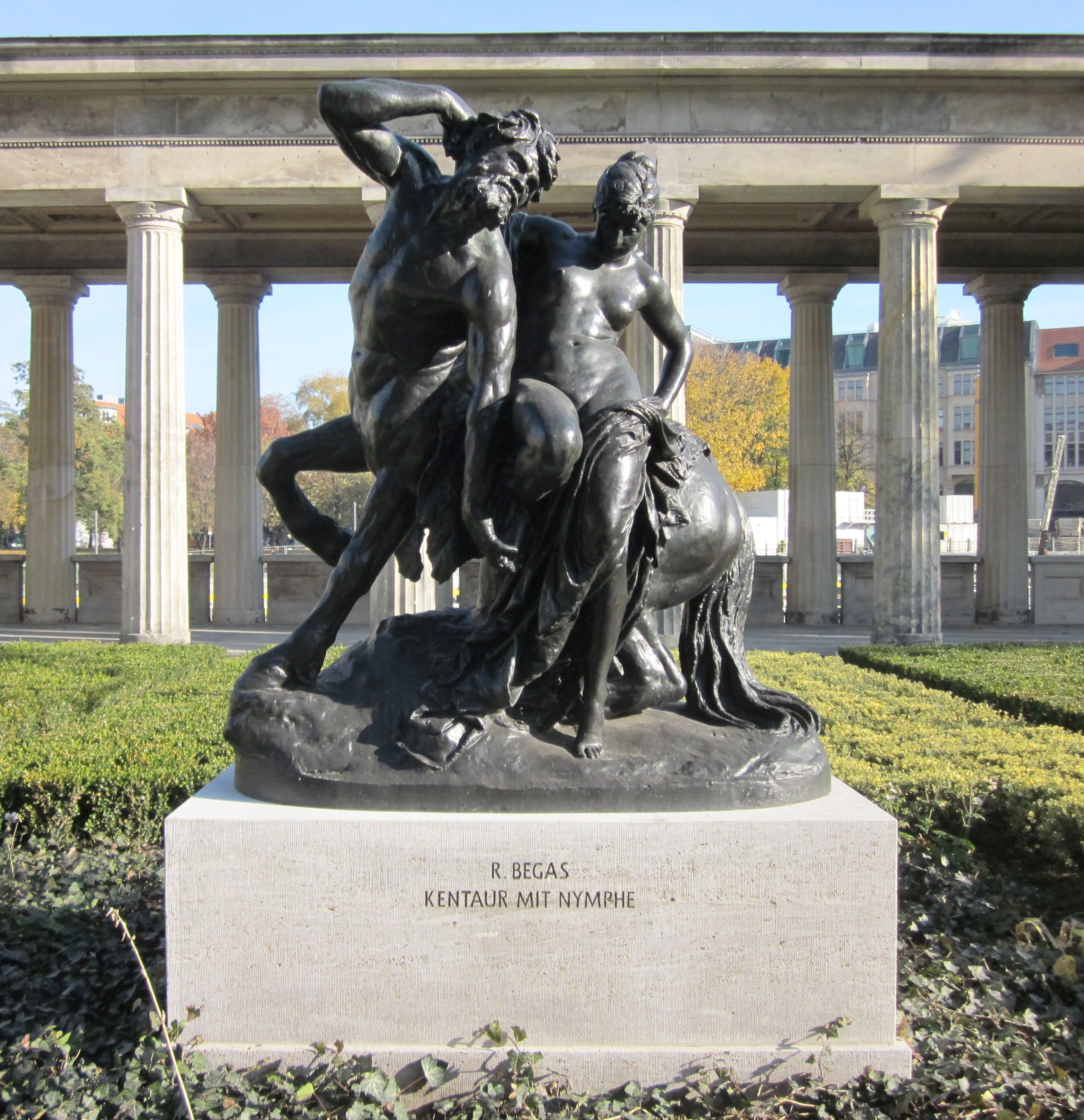
Kentaur und Nymphe (um 1888), Alte Nationalgalerie Berlin
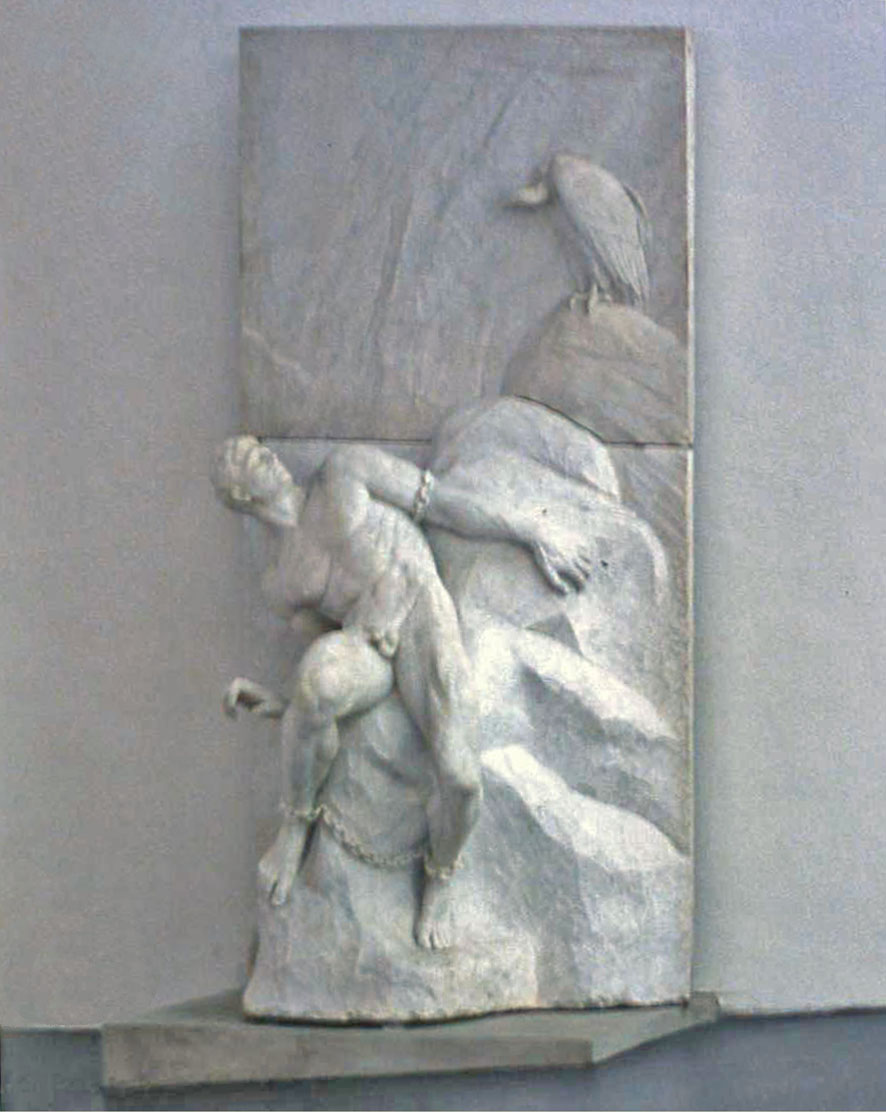
Der gefesselte Prometheus (1902), Akademie der Künste Berlin